# Michigans legislatur
Michigans legislatur (engelska: Michigan Legislature) är den lagstiftande församlingen i den amerikanska delstaten Michigan.
Legislaturen utgör den lagstiftande makten i delstatsstyret och består av två kammare: senaten och representanthuset.

## Historik
Michigan upptogs som en fullvärdig delstat i unionen 26 januari 1837, med Detroit som dess huvudstad. 
1847 beslutade dock legislaturen att flytta sitt säte från Detroit till Lansing. Detta berodde på det försvarsgeografiskt utsatta läget till Brittiska Kanada och av erfarenheterna från 1812 års krig, då brittiska trupper ockuperade Detroit.

## Senaten
Michigans senat (engelska: Michigan Senate) består av 38 senatorer, valda i majoritetsval, som representerar varsitt valdistrikt i 4-åriga mandatperioder.
Sedan 1992 får en person enbart väljas till senaten för högst två mandatperioder, dvs högst ett omval. Sedan 2022 får en person tjänstgöra i legislaturens bägge kamrar i sammanlagt 12 år.
Michigans viceguvernör är ex officio senatens president, men har enbart en utslagsröst i jämna omröstningar. I viceguvernörens frånvaro inträder den av senaten valde presidenten pro tempore (liksom en av flera biträdande presidenter pro tempore i presidenten pro tempores frånvaro) som presiderande i senaten.

## Representanthuset
Michigans representanthus (engelska: Michigan House of Representatives) består av 110 ledamöter, valda i majoritetsval från varsitt valdistrikt, som väljs för 2-åriga mandatperioder.
Sedan 1992 får en person enbart väljas till representanthuset för högst tre mandatperioder, dvs högst två omval. Sedan 2022 får en person tjänstgöra i legislaturens bägge kamrar i sammanlagt 12 år.
Representanthuset väljer sin talman, liksom en talman pro tempore liksom flera biträden för talmansrollen.

## Bildgalleri

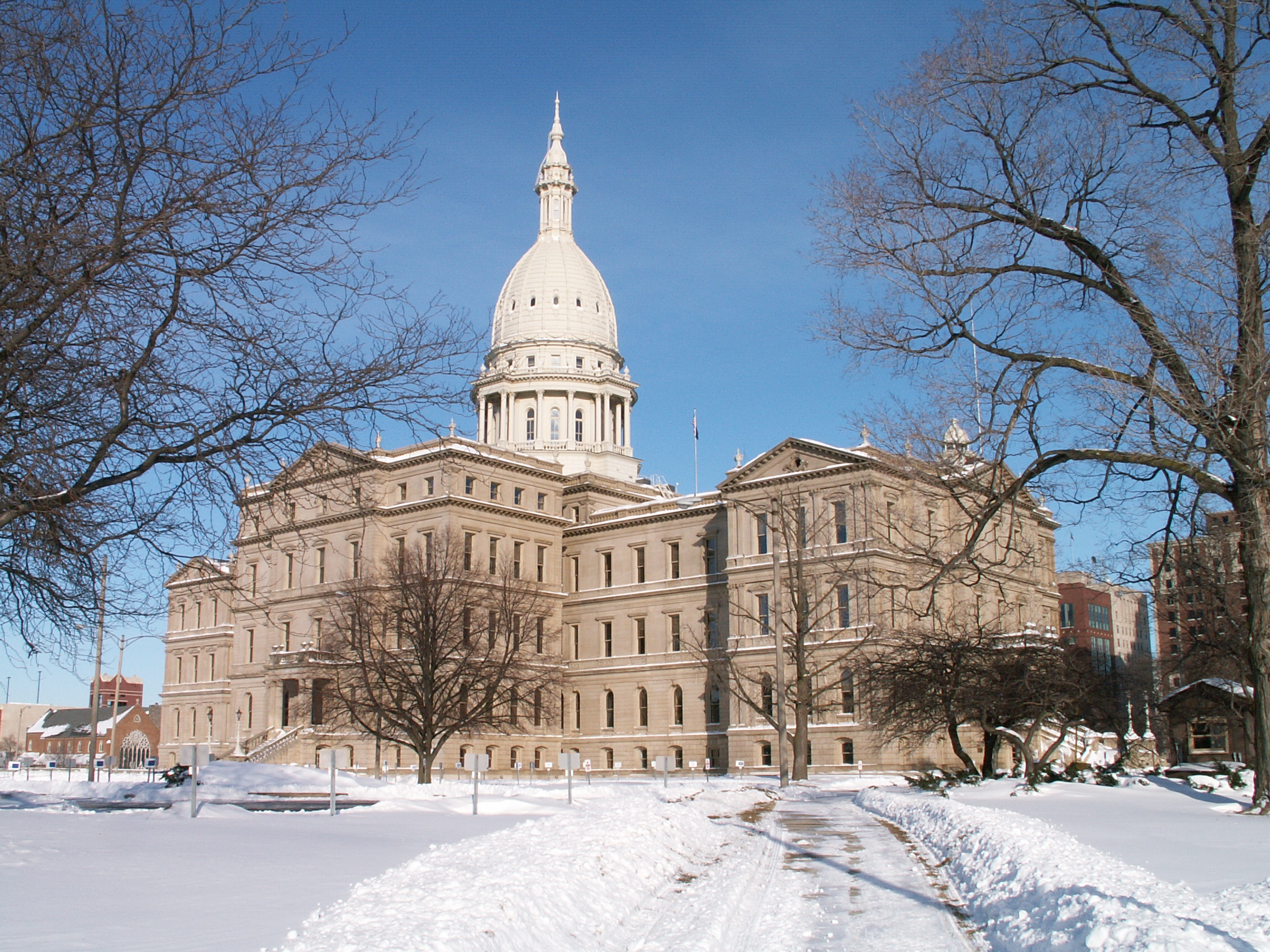
Michigan State Capitol uppfördes 1872-1879.
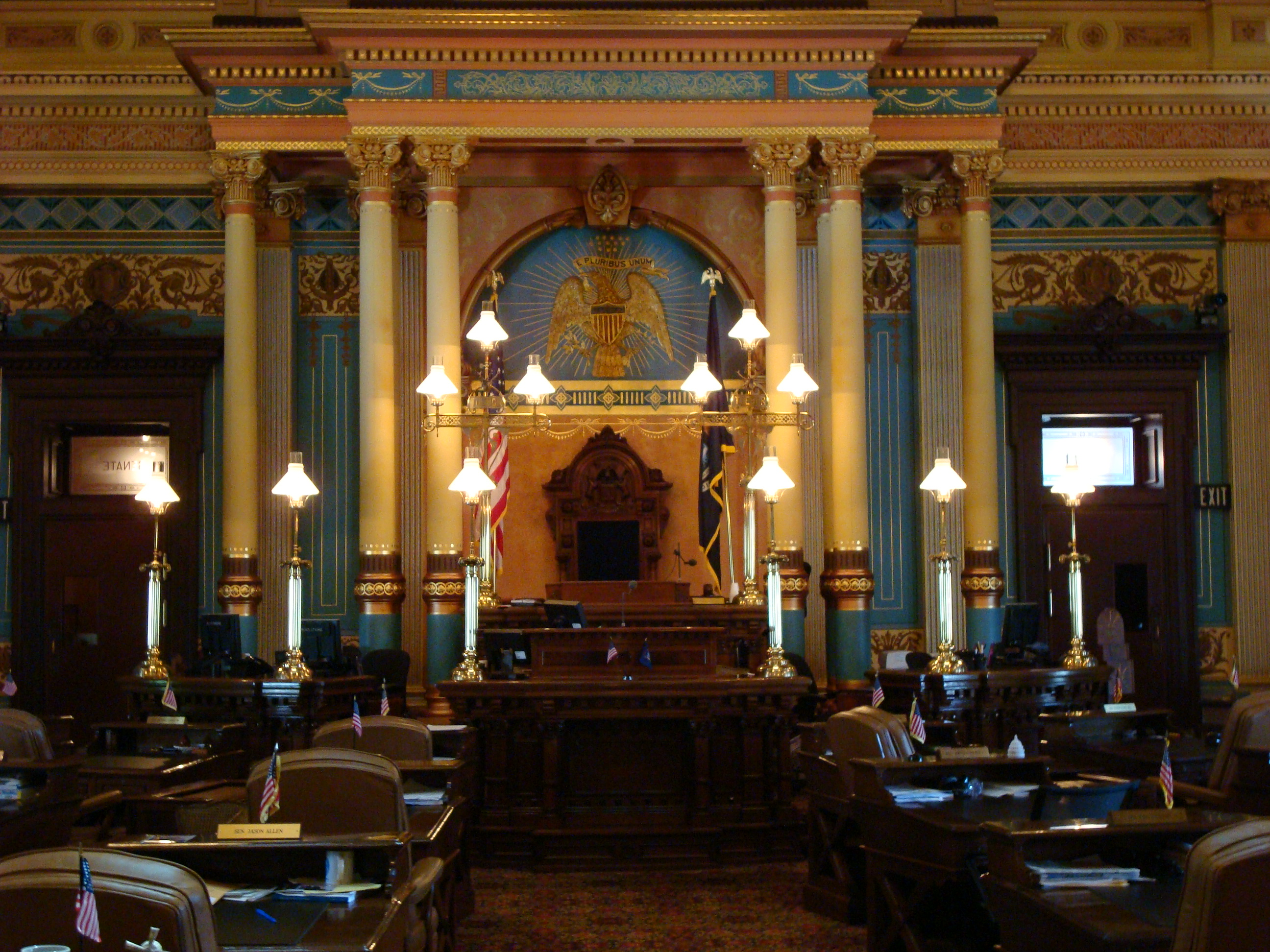
Senatens kammare
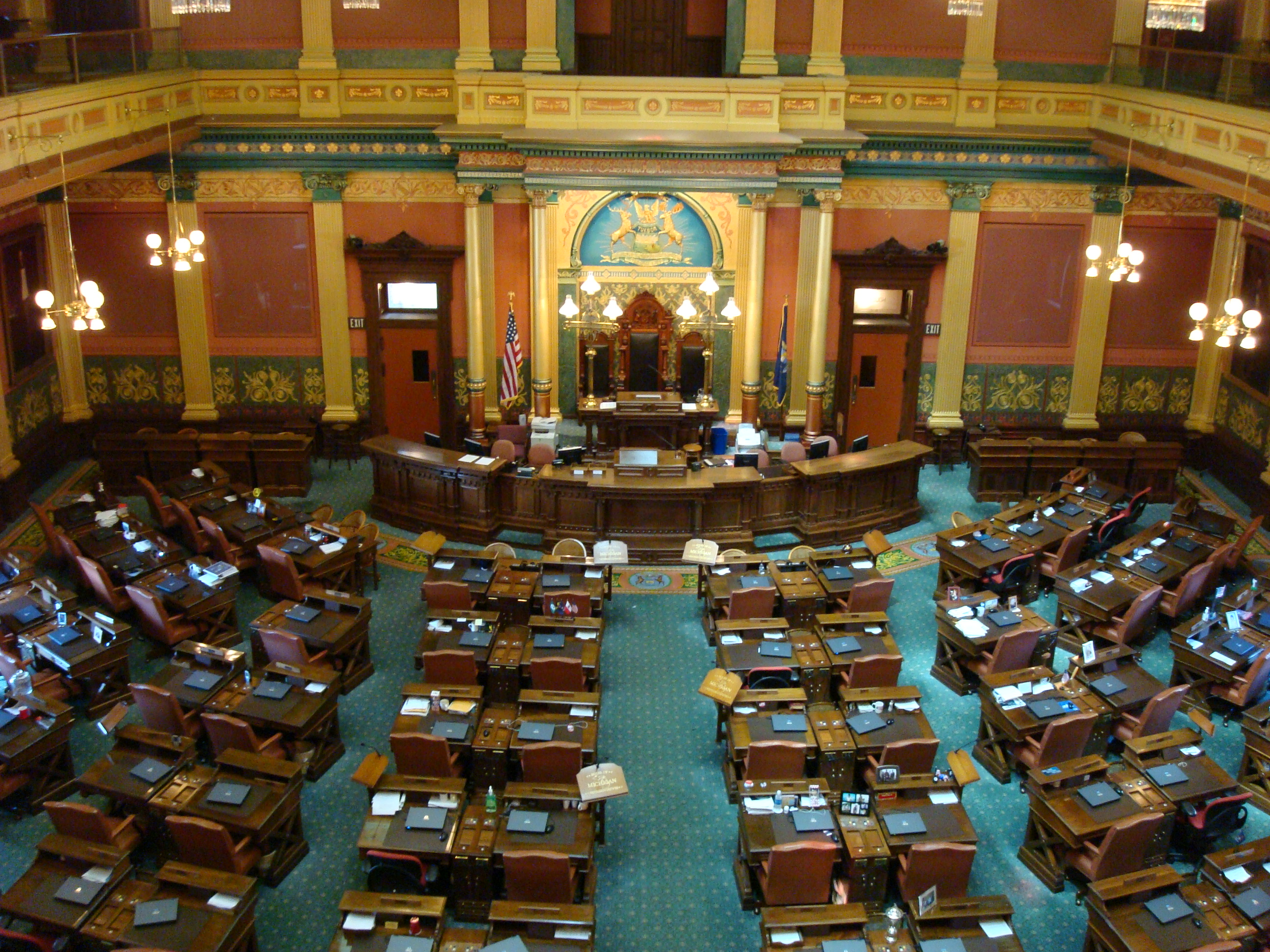
Representanthusets kammare
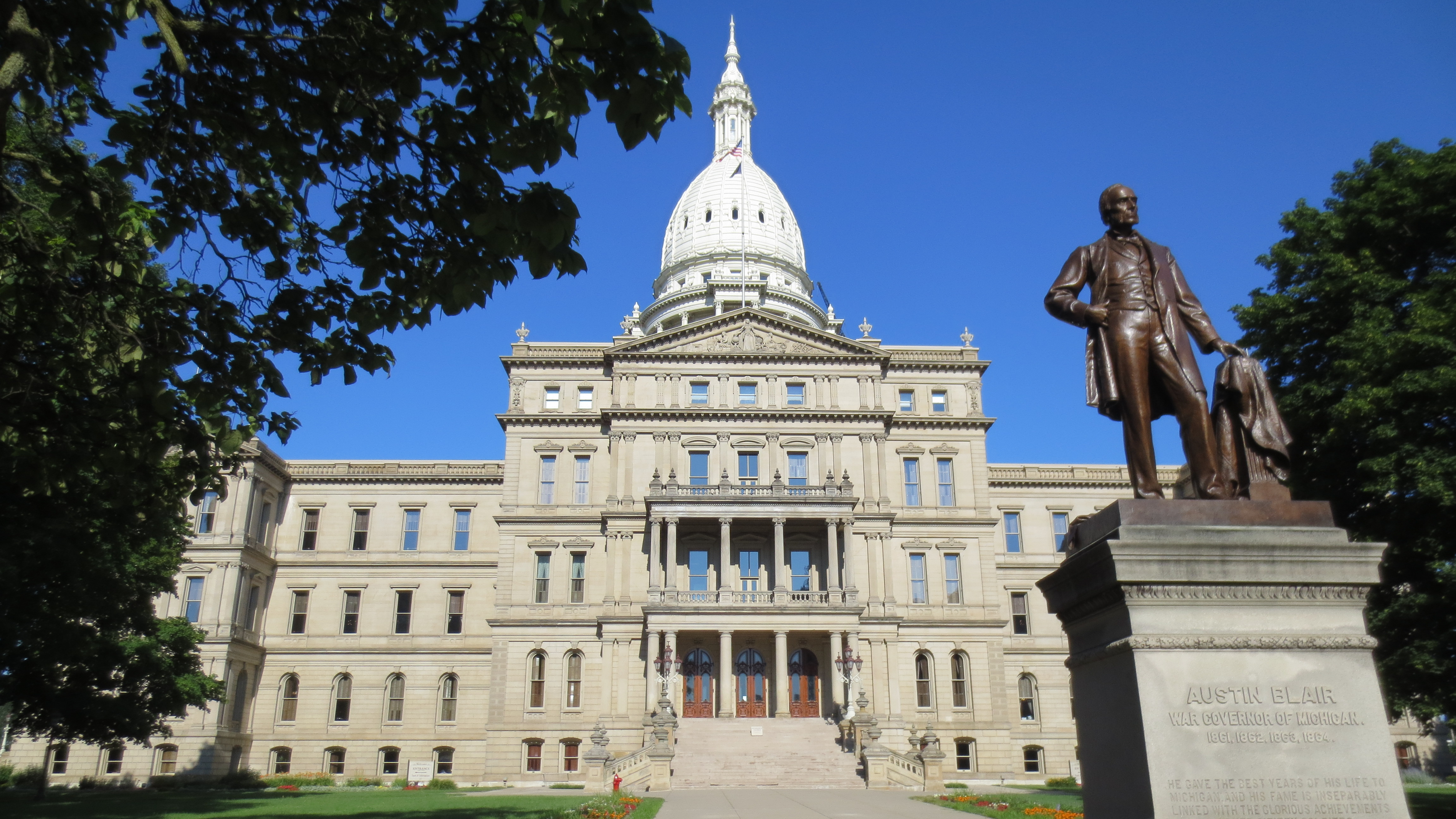
Staty föreställande Austin Blair utanför Michigan State Capitol